# Aenictus minutulus
Aenictus minutulus é uma espécie de formiga do gênero Aenictus.